# روبرت لورنس كون
رُوبِرْت لُورَنْس كُون (بالإنجليزية: Robert Lawrence Kuhn) مستثمر مصرفي ومثقف وكاتب ومنتج تلفزي أمريكي، وهو محلل له اهتمام بالمواضيع المتعلقة بالصين وسياساتها، لدرجة وصفه بأنه «أحد أبرز المحللين الغربيين لسياسات بيجين وأغزره إنتاجا.»
ولد في 1944 في نويرك في الولايات المتحدة.